# مهرجان كلان دوي
مهرجان كلان دوي (بالعربية: غمزة عين) هو مهرجان دولي لفنون لغة الإشارة تم إنشاؤه عام 2003 ، ويعقد كل عامين في يوليو لمدة أربعة أيام. يتم تمثيل العديد من المجالات الفنية : المسرح، الرقص، السينما، الفنون البصرية، عروض الشوارع، إلخ.

## تاريخ
أنشأت جمعية سينما الصم (بالفرنسية: CinéSourds)‏ هذا المهرجان في عام 2003 
. كان هناك ثلاثة فنانين أجانب مدعوين : لارس أوتيرستيدت، المخرج السويدي، كون ميلهوم، المخرج النرويجي وجوسيبي جيورانا، الممثل الكوميدي الإيطالي. حضر هذا المهرجان الأول حوالي 400 شخص. ولكن في عام 2005 بدأ مهرجان كلان دوي فعليًا.
في نسخته الخامسة في عام 2011 ، شارك أكثر من 6 000 زائر في الفعاليات المختلفة. بعد عشر سنوات منذ بدايته، وفي عام 2013، تمكن المهرجان من استقبال أكثر من 3 000 شخص يوميًا و 275 فنانًا. في عام 2015 ، استمتع ما يقرب من 4500 من رواد المهرجان في اليوم بالبرامج المسرحية والسينمائية الدولية.

## العرض

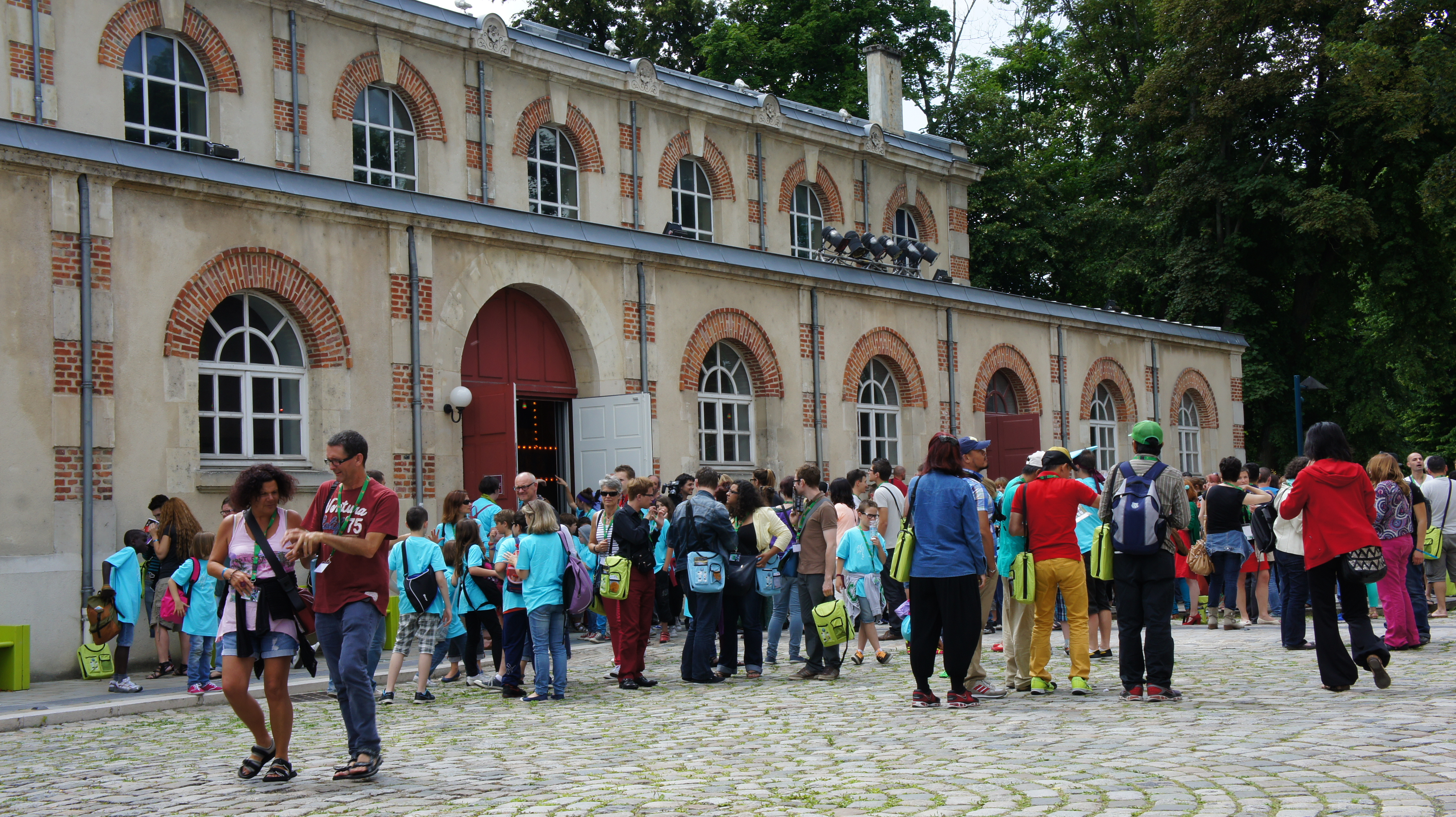
الحشد أمام لو مانيج

يتيح مهرجان كلان دوي عرضًا بانوراميًا عالميًا لثقافة الصم في متناول جميع الجماهير. وهو يقدم عروض بلغة الإشارة : عروض فردية، مسرح ، رقص، مسرح شارع ، مسابقة أفلام قصيرة ، معارض فنية ومهنية، إلخ.
منذ عام 2005 ، تم تقديم ورش عمل للأطفال والمراهقين إلى جانب المهرجان.
يتكرر هذا المهرجان كل سنتين في ريم. كل مرة تكرم دولة خارج الاتحاد الأوروبي.

## التنظيم

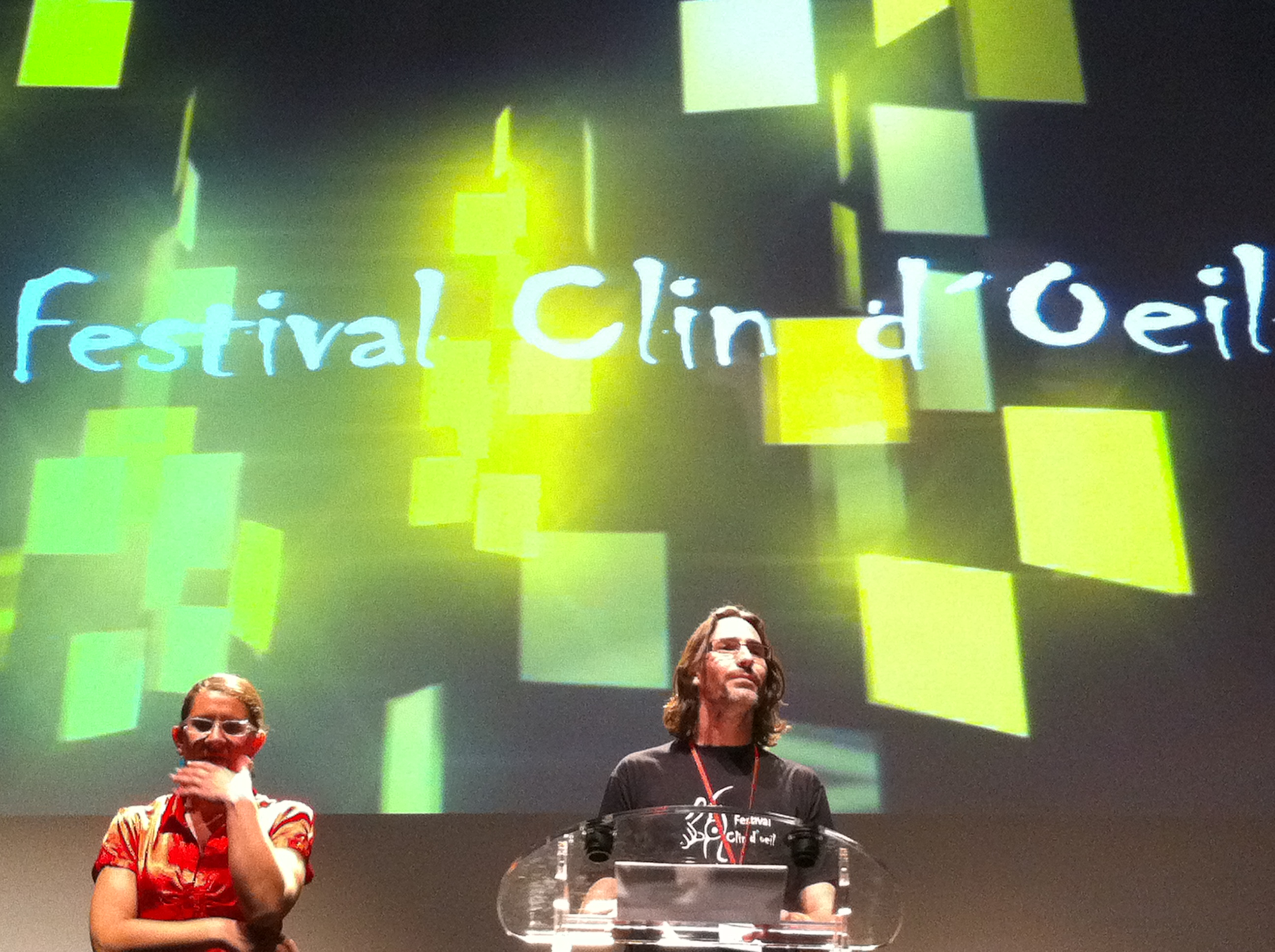
ديفيد دي كيزر

### مدير المهرجان
ديفيد دي كيزر هو المدير الفني لمهرجان كلان دوي.

## ضيوف الشرف
- 2007 :  روسيا [8]
- 2009 :  أستراليا [9]
- 2011 :  الولايات المتحدة [10]
- 2013 :  اليابان [10]
- 2015 :  المكسيك [8]
- 2017 :  البرازيل

## رابط خارجي
- الموقع الرسمي